# 浙江大学西溪校区
浙江大学西溪校区位于杭州市天目山路148号，为原杭州大学所在地。

## 概况
校区占地面积684亩，建筑面积37万平米。目前浙江大学人文学院、传媒与国际文化学院、教育学院设在该校区，并设有计算机中心、中心实验室、电教中心、计算机学院CCNT实验室（部分）、计算机与软件学院VLIS实验室（部分）、学生宿舍和档案馆。

## 主要建筑
- 邵逸夫艺术楼

## 交通
经过的公交车有17路、21路、23路、24路、73路、102路、213路、221路。

## 圖集
- 西二教學樓
- 西三教學樓
- 東二教學樓
- 教工宿舍7幢（現學生公寓8幢）
- 教工宿舍8幢（現學生公寓7幢）
- 生命科学院行政教學樓
- 生命科学院教工宿舍